# Rusland op het Eurovisiesongfestival 1997
Rusland nam deel aan het  Eurovisiesongfestival 1997 in Dublin, Ierland. Het was de 3de deelname van het land op het Eurovisiesongfestival. Rusland vaardigde Alla Pugacheva af, die met de ballade Primadonna naar Ierland ging.

## Selectieprocedure
Net zoals in 1996, koos men ervoor om hun kandidaat en lied intern te selecteren.
In totaal werden er 53 liedjes ingezonden en een jury koos het beste lied.
Uiteindelijk koos men voor Alla Pugacheva met het lied Primadonna.

## In Dublin
Tijdens de finale trad Rusland als 20ste aan van de 25 net na Hongarije en voor Denemarken. Ze eindigde na de puntentelling op de vijftiende plaats met 33 punten.
Men ontving 1 keer het maximum van de punten.
België deed niet mee in 1997 en Nederland had 8 punten over voor deze inzending.

### Gekregen punten

#### Finale
| 12 punten    | 10 punten | 8 punten    | 7 punten  | 6 punten    |
| ------------ | --------- | ----------- | --------- | ----------- |
| - Slovenië   |           | - Nederland | - Estland |             |
| 5 punten     | 4 punten  | 3 punten    | 2 punten  | 1 punt      |
| - Oostenrijk |           |             |           | - Noorwegen |

### Punten gegeven door Rusland

#### Finale
Punten gegeven in de finale:
| 12 punten | Verenigd Koninkrijk |
| 10 punten | Slovenië            |
| 8 punten  | Spanje              |
| 7 punten  | Italië              |
| 6 punten  | Frankrijk           |
| 5 punten  | Ierland             |
| 4 punten  | Turkije             |
| 3 punten  | Oostenrijk          |
| 2 punten  | Griekenland         |
| 1 punt    | Cyprus              |

1994 · 1995 · 1996 · 1997 · 1998-1999 · 2000 · 2001 · 2002 · 2003 · 2004 · 2005 · 2006 · 2007 · 2008 · 2009 · 2010 · 2011 · 2012 · 2013 · 2014 · 2015 · 2016 · 2017 · 2018 · 2019 · 2020 · 2021 · 2022-2025